# Michael Porter Jr.
Michael Porter Jr. (Columbia, 29 de junho de 1998) é um jogador norte-americano de basquetebol profissional que atualmente joga pelo Brooklyn Nets da National Basketball Association (NBA).
Ele jogou basquete universitário pela Universidade do Missouri e foi selecionado pelos Nuggets como a 14ª escolha geral do draft da NBA de 2018. Em 2025 ele foi negociado para o Brooklyn Nets
Ele tem um irmão que também atuou na liga, Jontay Porter.

## Carreira no ensino médio
Porter estudou na Father Tolton Regional Catholic High School em Columbia, Missouri, antes de se transferir para a Nathan Hale High School em Seattle, Washington, para seu último ano. Seu pai, Michael Porter Sr., foi contratado pela Universidade de Washington para ser assistente técnico.
Em sua terceira temporada, ele liderou a Father Tolton para a Final Estadual 2A. No verão de 2016, Porter juntou-se ao Mokan Elite na Nike Elite Youth Basketball League (EYBL) e teve médias de 26,2 pontos e 11,5 rebotes, sendo nomeado Co-MVP ao lado de Trae Young.
Em sua última temporada, Porter teve médias de 36,2 pontos e 13,6 rebotes. Ele ajudou sua equipe a ter um recorde perfeito de 29-0 e vencer o Campeonato Estadual da Classe 3A de Washington.
Porter foi classificado como um recruta de cinco estrelas e um dos melhores recrutas globais de sua classe pela Rivals.com e pela ESPN.
Em 29 de março de 2017, Porter foi nomeado MVP no McDonald's All-American Game liderando o West em uma vitória por 109-107. Porter também participou do Nike Hoop Summit de 2017, liderando a Equipe EUA para uma vitória por 98-87 com 19 pontos em 23 minutos de jogo.
| Nome | Cidade Natal                                  | Escola                       | Altura              | Peso           | Data                |
| --- | --------------------------------------------- | ---------------------------- | ------------------- | -------------- | ------------------- |
| Michael Porter Jr. SF | Columbia, MO                                  | Nathan Hale High School (WA) | 6 ft 10 in (2.08 m) | 210 lb (95 kg) | 24 de Março de 2017 |
| Michael Porter Jr. SF | Recrutamento: Rivals: Scout: 247sports: ESPN: |                              |                     |                |                     |
| - Nota: Em muitos casos, Scout, Rivals, 247Sports e ESPN podem entrar em conflito em suas listas de altura e peso, nestes casos, a média foi obtida. - Fonte: |                                               |                              |                     |                |                     |

## Carreira universitária
Em julho de 2016, Porter se comprometeu com a Universidade de Washington. Depois que Lorenzo Romar foi demitido como treinador principal de Washington, Porter Sr. foi contratado como assistente técnico da Universidade do Missouri. Porter Jr. mais tarde saiu de seu compromisso com Washington.
Em 24 de março de 2017, Porter se comprometeu a jogar pela Universidade do Missouri, juntando-se a seu pai e seu irmão mais novo, Jontay Porter (da classe de 2018).
Porter se machucou na primeira metade da temporada contra Iowa State. Esperava-se que ele perdesse o restante da temporada de 2017-18 por causa de uma lesão lombar. Em 22 de novembro de 2017, Porter fez uma microdiscectomia bem sucedida de seus discos espinhal L3-L4. Em 22 de fevereiro de 2018, Porter Jr. foi liberado para treinar com potencial para voltar a jogar antes do final da temporada. Os executivos da NBA o encorajavam a jogar se ele estivesse se sentindo saudável o suficiente para fazê-lo.
Porter voltaria oficialmente à ação em 8 de março de 2018 nas quartas de final do Torneio da SEC. Porter também jogaria na primeira rodada do Torneio da NCAA, onde a equipe perdeu para Florida State. 
Em 27 de março, Porter anunciou sua intenção de abandonar suas últimas três temporadas universitária e declarou-se para o draft da NBA de 2018.

## Carreira profissional

### Denver Nuggets (2018–Presente)
Em 21 de junho de 2018, Porter foi selecionado pelo Denver Nuggets como a 14ª escolha geral no draft da NBA de 2018. Os Nuggets discutiram a possibilidade de tê-lo fora durante toda a sua primeira temporada por causa dos seus problemas nas costas. Em 3 de julho de 2018, Porter assinou um contrato de 4 anos e US$15 milhões com os Nuggets. Em 19 de julho de 2018, os Nuggets anunciaram que Porter havia sido submetido a uma segunda cirurgia nas costas.
Em 31 de outubro de 2019, Porter fez sua estreia na NBA e registrou 15 pontos, quatro rebotes e uma assistência na derrota por 107-122 para o New Orleans Pelicans. Em 29 de dezembro, ele fez sua primeira partida como titular na NBA e teve 19 pontos, seis rebotes e uma assistência em 26 minutos na vitória por 120-115 sobre o Sacramento Kings. Quatro dias depois, ele marcou 25 pontos em 23 minutos em uma vitória contra o Indiana Pacers. Em 4 de agosto de 2020, voltando da suspensão da temporada devido à pandemia de COVID-19, Porter Jr. liderou os Nuggets para sua primeira vitória na bolha, marcando 37 pontos na vitória por 121-113 sobre Oklahoma City Thunder.
Em 24 de abril de 2021, Porter marcou 39 pontos na vitória por 129-116 sobre o Houston Rockets.
Em 27 de setembro de 2021, Porter e os Nuggets concordaram com uma extensão de 5 anos e US$ 172 milhões que se tornará US$ 207 milhões se Porter for selecionado para um All-NBA Team. Esperava-se que ele fosse a opção de pontuação secundária atrás de Nikola Jokić enquanto Jamal Murray continuava a se recuperar de um rompimento do ligamento cruzado anterior. Em 29 de novembro de 2021, tendo jogado em apenas 9 jogos, o agente de Porter, Mark Bartelstein, anunciou que ele perderia o restante da temporada de 2021-22, pois passaria por uma terceira cirurgia nas costas.
No Jogo 5 das Finais da NBA de 2023, Porter fez 16 pontos e 13 rebotes em uma vitória de 94-89 sobre o Miami Heat para ajudar os Nuggets a vencer seu primeiro título da NBA na história da franquia.
Em 21 de março de 2024, Porter marcou 31 pontos junto com sua 193ª cesta de três pontos da temporada, superando o recorde anterior de 192 estabelecido por Dale Ellis para o maior número de cestas de três pontos feitas em uma temporada na história da franquia.

## Estatísticas da carreira

### NBA

#### Temporada regular
| Ano      | Equipe   | PJ  | PT  | MPJ  | AP   | 3P   | LL   | RT  | AS  | BR  | TO | PPJ  |
| -------- | -------- | --- | --- | ---- | ---- | ---- | ---- | --- | --- | --- | -- | ---- |
| 2019–20  | Denver   | 55  | 8   | 16.4 | .509 | .422 | .833 | 4.7 | .8  | .5  | .5 | 9.3  |
| 2020–21  | Denver   | 61  | 54  | 31.3 | .542 | .445 | .791 | 7.3 | 1.1 | .7  | .9 | 19.0 |
| 2021–22  | Denver   | 9   | 9   | 29.4 | .359 | .208 | .556 | 6.6 | 1.9 | 1.1 | .2 | 9.9  |
| 2022–23† | Denver   | 62  | 62  | 29.0 | .487 | .414 | .800 | 5.5 | 1.0 | .6  | .5 | 17.4 |
| 2023–24  | Denver   | 81  | 81  | 31.7 | .484 | .397 | .836 | 7.0 | 1.5 | .5  | .7 | 16.7 |
| Carreira | Carreira | 268 | 214 | 27.5 | .476 | .377 | .763 | 6.2 | 1.2 | .6  | .5 | 14.4 |

#### Playoffs
| Ano      | Equipe   | PJ | PT | MPJ  | AP   | 3P   | LL   | RT  | AS  | BR  | TO | PPJ  |
| -------- | -------- | -- | -- | ---- | ---- | ---- | ---- | --- | --- | --- | -- | ---- |
| 2020     | Denver   | 19 | 3  | 23.8 | .476 | .382 | .743 | 6.7 | .8  | .7  | .3 | 11.4 |
| 2021     | Denver   | 10 | 10 | 33.2 | .474 | .397 | .810 | 6.2 | 1.3 | 1.1 | .3 | 17.4 |
| 2023     | Denver   | 20 | 20 | 32.6 | .423 | .351 | .793 | 8.1 | 1.6 | .5  | .6 | 13.4 |
| 2024     | Denver   | 12 | 12 | 36.9 | .466 | .407 | .769 | 6.8 | 1.1 | .9  | .8 | 15.8 |
| Carreira | Carreira | 61 | 45 | 31.6 | .459 | .384 | .778 | 6.9 | 1.2 | .7  | .5 | 14.5 |

### Universitário
| Ano     | Equipe   | PJ | PT | MPJ  | AP   | 3P   | LL   | RT  | AS | BR  | TO | PPJ  |
| ------- | -------- | -- | -- | ---- | ---- | ---- | ---- | --- | -- | --- | -- | ---- |
| 2017–18 | Missouri | 3  | 1  | 17.7 | .333 | .300 | .778 | 6.7 | .3 | 1.0 | .3 | 10.0 |

Fonte:

## Prêmios e Homenagens
NBA
- Campeão da NBA: 2023

## Vida pessoal
Porter é cristão. Ele cresceu como vegetariano. Em 2018, ele mudou sua dieta para vegano cru. Em 2020, Porter não é mais vegetariano ou vegano.
Além do irmão mais novo Jontay, ele tem duas irmãs mais velhas chamadas Bri e Cierra, junto com 4 irmãos mais novos. Em abril de 2024, seu irmão mais novo Coban foi condenado a seis anos de prisão por matar uma mulher enquanto dirigia sob influência de álcool. Também em abril de 2024, outro irmão mais novo de Porter, Jevon, foi preso no Missouri por suspeita de dirigir sob o efeito do álcool. Todos os três irmãos de Porter também jogaram basquete em pelo menos um nível universitário, com Jontay jogando com Michael no Missouri durante sua temporada de calouro, Coban jogando anteriormente na Universidade de Denver e Jevon atualmente jogando pela Loyola Marymount University depois de jogar anteriormente pela Pepperdine University.

Em 2017, Porter namorou a atriz e modelo Madison Pettis.